# Србија на Европском првенству у атлетици на отвореном 2016.
Србија је учествовала на 23. Европском првенству 2016. одржаном у Амстердаму, Холандија, од 6. до 19. јулa. Репрезентацију Србије на њеном петом учешћу на европским првенствима на отвореном од 2006. године од када Србија учествује самостално под овим именом, представљало је 11 спортиста (5 мушкараца и 6 жена), који су се такмичили у 9 дисциплина.
У укупном пласману Србија је са једном златном и једном бронзаном медаљом поделила 14. место са Хрватском и Грчком, што је најбољи пласман Србије на Европским првенствима на отвореном до данас. Ивана Шпановић је освојила златну медаљу након 26 година, а то је уједно и прва златна медаља за Србију на првенству од њене независности.
У табели успешности (према броју и пласману такмичара који су учествовали у финалним такмичењима (првих 8 такмичара)) Србија је са седам учесника у финалу заузела 20 место са 20 бодова, од 38 земаља које су имале представнике у финалу. Првопласирани је добијао 8 бодова, а последњи, осми 1 бод.
| Пл. | Земља  | 1. место | 2. место | 3. место | 4. место | 5. место | 6. место | 7. место | 8. место | Бр. фин. | Бодови |
| --- | ------ | -------- | -------- | -------- | -------- | -------- | -------- | -------- | -------- | -------- | ------ |
| 20. | Србија | 1 - 8    | 0        | 1 - 6    | 0        | 1 -4     | 0        | 1 - 2    | 0        | 4        | 20.    |

## Освајачи медаља

### Злато
- Ивана Шпановић — скок удаљ

### Бронза
- Михаил Дудаш — десетобој

## Учесници
| Бр. | Дисциплина    | Мушкарци                                     | Жене                                              | Укупно |
| --- | ------------- | -------------------------------------------- | ------------------------------------------------- | ------ |
| 1   | 400 м         |                                              | Тамара Салашки, АК Црвена звезда, Београд         | 1      |
| 2   | 1.500 м       |                                              | Амела Терзић, АК Нови Пазар                       | 1      |
| 3   | 110 м препоне | Милан Ристић, АК Црвена звезда, Београд      |                                                   | 1      |
| 4   | Полумаратон   |                                              | Оливера Јевтић, АК Младост Ужице                  | 1      |
| 5   | Скок удаљ     | Лазар Анић, АК Раднички Крагујевац           | Ивана Шпановић, АК Војводина, Нови Сад            | 2      |
| 6   | Бацање кугле  | Асмир Колашинац, АК Партизан, Београд        |                                                   | 1      |
| 7   | Бацање диска  |                                              | Драгана Томашевић, АК Сирмијум, Сремска Митровица | 1      |
| 8   | Бацање копља  | Ведран Самац, АК Сирмијум, Сремска Митровица | Марија Вученовић, АК Сирмијум, Сремска Митровица  | 2      |
| 9   | Десетобој     | Михаил Дудаш, АК Војводина, Нови Сад         |                                                   | 1      |
|     | Укупно (9)    | 5                                            | 6                                                 | 11     |

## Резултати

### Мушкарци
| Атлетичар       | Дисциплина    | Лични рекорд | Група                 | Група                 | Полуфинале     | Полуфинале     | Финале               | Финале         | Детаљи |
| Атлетичар       | Дисциплина    | Лични рекорд | Резултат              | Место                 | Резултат       | Место          | Резултат             | Место          | Детаљи |
| --------------- | ------------- | ------------ | --------------------- | --------------------- | -------------- | -------------- | -------------------- | -------------- | ------ |
| Милан Ристић    | 110 м препоне | 13,37 НР     | Директно у полуфиналу | Директно у полуфиналу | 13,45          | 4. у гр. 1     | Није се квалификовао | 9/31           |        |
| Лазар Анић      | скок удаљ     | 7,98         | 7,93 кв               | 3. у гр. Б.           |                |                | 7,63                 | 10/24 (25)     |        |
| Асмир Колашинац | бацање кугле  | 20,85        | 20,14 кв              | 6. у гр. Б.           | 20,43          | 5/29           |                      |                |        |
| Ведран Самац    | бацање копља  | 80,90        | Није стартовао        | Није стартовао        | Није стартовао | Није стартовао | Није стартовао       | Није стартовао |        |

десетобој
| Дисциплина   | Михаил Дудаш | Михаил Дудаш | Михаил Дудаш | Михаил Дудаш | Михаил Дудаш | Михаил Дудаш |
| Дисциплина   | Лич. рек.    | Резултат     | Бод.         | Плас.        | Укупно       | Плас.        |
| ------------ | ------------ | ------------ | ------------ | ------------ | ------------ | ------------ |
| 100 м        | 10,67        | 10,90        | 883          | 3            |              | 3            |
| Скок удаљ    | 7,63         | 7.44         | 920          | 5            | 1.803        | 3            |
| Бацање кугле | 13,85        | 14,24 ЛР     | 743          | 14           | 2.546        | 3            |
| Скок увис    | 2,04         | 2,01 ЛРC     | 813          | 5            | 3.359        | 2            |
| 400 м        | 47,47        | 49,45        | 840          | 2            | 4.199        | 2            |
| 110 препоне  | 14,52        | 14,55        | 905          | 5            | 5.104        | 3            |
| Бацање диска | 46,70        | 45,65        | 780          | 3            | 5.884        | 2            |
| Скок мотком  | 4,90         | 4,70         | 819          | 10           | 6.703        | 3            |
| Бацање копља | 59,98        | 58,19        | 711          | 10           | 7.414        | 3            |
| 1.500 м      | 4:24,30      | 4:30,90 ЛРC  | 739          | 8            | 8.153        | 3            |
| Укупно       | 8.275 НР     |              | 8.153        |              |              |              |

### Жене
| Атлетичарка       | Дисциплина   | Лични рекорд | Група                 | Група                 | Полуфинале            | Полуфинале | Финале   | Финале | Детаљи |
| Атлетичарка       | Дисциплина   | Лични рекорд | Резултат              | Место                 | Резултат              | Место      | Резултат | Место  | Детаљи |
| ----------------- | ------------ | ------------ | --------------------- | --------------------- | --------------------- | ---------- | -------- | ------ | ------ |
| Тамара Салашки    | 400 м        | 51,89 НР     | Директно у полуфиналу | Директно у полуфиналу | 52,27 КВ              | 2. у гр. 2 | 52,23    | 7/31   |        |
| Амела Терзић      | 1.500 м      | 4:04,77 НР   | 4:09,71 КВ            | 1. у гр. 2            |                       |            | 4:37,70  | 12/21  |        |
| Оливера Јевтић    | полумаратон  | 1:09:18 НР   |                       |                       |                       |            | 1:13:39  | 28/90  |        |
| Ивана Шпановић    | скок удаљ    | 7,02 НР      | 6,90 КВ               | 1. у гр. A            |                       |            | 6,94     |        |        |
| Драгана Томашевић | бацање диска | 63,63 НР     | 60,51 КВ              | 3. у гр. Б            | 56,83                 | 11/26      |          |        |        |
| Марија Вученовић  | бацање копља | 57,81        | 49,18                 | 15. у гр. A           | Није се квалификовала | 31/34 (35) |          |        |        |

 НР = Национални рекорд, ЛР = Лични рекорд, ЛРС =- најбољи лични резултат сезоне (лични рекорд сезоне), КВ = квалификован по пласману, кв = квалификован по резултату